# Serie D 2018/2019
Soutěžní ročník Serie D 2018/19 byl 71. ročník čtvrté nejvyšší italské fotbalové ligy.  Soutěž začala 16. září 2018 a skončila 5. května 2019. Účastnilo se jí celkem 168 týmů rozdělené do devíti skupin. Z každé skupiny vítěz postoupil do třetí ligy a do play off o vítězství v Serii D. Do regionální ligy sestoupili vždy 4 kluby z každé skupiny.

## Souhrn skupin
| Skupina   | Vítězný klub            | Sestupující kluby                                                                  |
| --------- | ----------------------- | ---------------------------------------------------------------------------------- |
| Skupina A | Calcio Lecco 1912       | Borgaro, Stresa, Pro Dronero, Sestri Levante (z Play out)                          |
| Skupina B | Como 1907               | Olginatese, Ciserano, Legnago Salus (z Play out), Darfo Boario (z Play out)        |
| Skupina C | FC Arzignano Valchiampo | AC Trento SCSD, Sandonà, Tamai (z Play out), Sankt Georgen (z Play out)            |
| Skupina D | US Pergolettese 1932    | OltrepoVoghera, Classe, Sasso Marconi (z Play out), FC Pavia 1911 SSD (z Play out) |
| Skupina E | US Pianese              | US Massese 1919, Sangimignano, Viareggio 2014, Sinalunghese (z Play out)           |
| Skupina F | Cesena FC               | Castelfidardo, Isernia, Olympia Agnonese (z Play out), Santarcangelo (z Play out)  |
| Skupina G | Calcio Avellino SSD     | Anzio, Lupa Řím FC, Città di Anagni (z Play out), Castiadas (z Play out)           |
| Skupina H | AZ Picerno              | Granata, Pomigliano, Sarnese (z Play out), Gragnano (z Play out)                   |
| Skupina I | SSC Bari SSD            | Igea Virtus, Rotonda, Sancataldese (z Play out), Locri (z Play out)                |

## O vítězství Serie D

### Tabulka 1. skupiny
| Poř. | Tým                     | Z | V | R | P | VG | OG | B |
| ---- | ----------------------- | - | - | - | - | -- | -- | - |
| 1.   | Calcio Lecco 1912       | 2 | 1 | 1 | 0 | 5  | 4  | 4 |
| 2.   | Como 1907               | 2 | 0 | 2 | 0 | 3  | 3  | 2 |
| 3.   | FC Arzignano Valchiampo | 2 | 0 | 1 | 1 | 1  | 2  | 1 |

### Tabulka 2. skupiny
| Poř. | Tým                  | Z | V | R | P | VG | OG | B |
| ---- | -------------------- | - | - | - | - | -- | -- | - |
| 1.   | Cesena FC            | 2 | 2 | 0 | 0 | 4  | 1  | 6 |
| 2.   | US Pergolettese 1932 | 2 | 1 | 0 | 1 | 3  | 4  | 3 |
| 3.   | US Pianese           | 2 | 0 | 0 | 2 | 1  | 3  | 0 |

### Tabulka 3. skupiny
| Poř. | Tým                 | Z | V | R | P | VG | OG | B |
| ---- | ------------------- | - | - | - | - | -- | -- | - |
| 1.   | Calcio Avellino SSD | 2 | 2 | 0 | 0 | 2  | 0  | 6 |
| 2.   | SSC Bari SSD        | 2 | 0 | 1 | 1 | 0  | 1  | 1 |
| 3.   | AZ Picerno          | 2 | 0 | 1 | 1 | 0  | 1  | 1 |

Poznámky
- Z = Odehrané zápasy; V = Vítězství; R = Remízy; P = Prohry; VG = Vstřelené góly; OG = Obdržené góly; B = Body
- za výhru 3 body, za remízu 1 bod, za prohru 0 bodů.
- při rovnosti bodů rozhodovalo skóre

|  | Postup do semifinále |

### Semifinále
Hrálo se na neutrálním hřišti ve Folignu a Gubbiu.
Cesena FC - Calcio Lecco 1912 0:2 

Calcio Avellino SSD - US Pergolettese 1932 3:0

### Finále
Hrálo se na neutrálním hřišti v Perugii.
Calcio Lecco 1912 - Calcio Avellino SSD 1:1 (0:2 na pen.)